# ラーチャダムリ駅
ラーチャダムリ駅（ラーチャダムリえき、タイ語:สถานีราชดำริ）は、タイ王国バンコク都パトゥムワン区にある、バンコク・スカイトレインシーロム線の駅である。駅番号は「S1」。

## 概要
相対式ホーム2面2線の高架駅である。

## 駅構造
ラーチャダムリ通り上に高層化された駅舎を持つ。

### 駅階層
| 3階          |                                                  |                        |
| 相対式ホーム |                                                  |                        |
| 3番線・下り  | サラデーン、ウォンウィアン・ヤイ、バーンワー方面 |                        |
| 4番線・上り  | サイアム、サナームキラーヘンチャート方面         |                        |
| 相対式ホーム |                                                  |                        |
| 2階          | コンコース                                       | 自動券売機、自動改札口 |
| 1階          | 出入口                                           | ラーチャダムリ通り     |

## 駅周辺
- フォーシーズンズ・ホテル・バンコク
- ペニンシュラプラザ
- アメリカ大使館職員宿舎
- AUA語学学校
- ロイヤル・スポーツクラブ
- カンボジア大使館
- 大林ビル
  - 大林組

### ナンタワンビル
- B1
  - 日本亭 (日本料理)
- 1F
  - ジャルパック
  - テンプスタッフ
- 12F
  - JAL
- 16F
- JETRO